# لی مورین
لی مورین (به انگلیسی: Lee Miller Emile Morin) فضانورد اهل ایالات متحده آمریکا است که در ۹ سپتامبر ۱۹۵۲ میلادی در منچستر، نیوهمپشایر زاده شد. وی در مأموریت اس‌تی‌اس-۱۱۰ حضور داشته است.